# نیروهای مسلح اوکراین

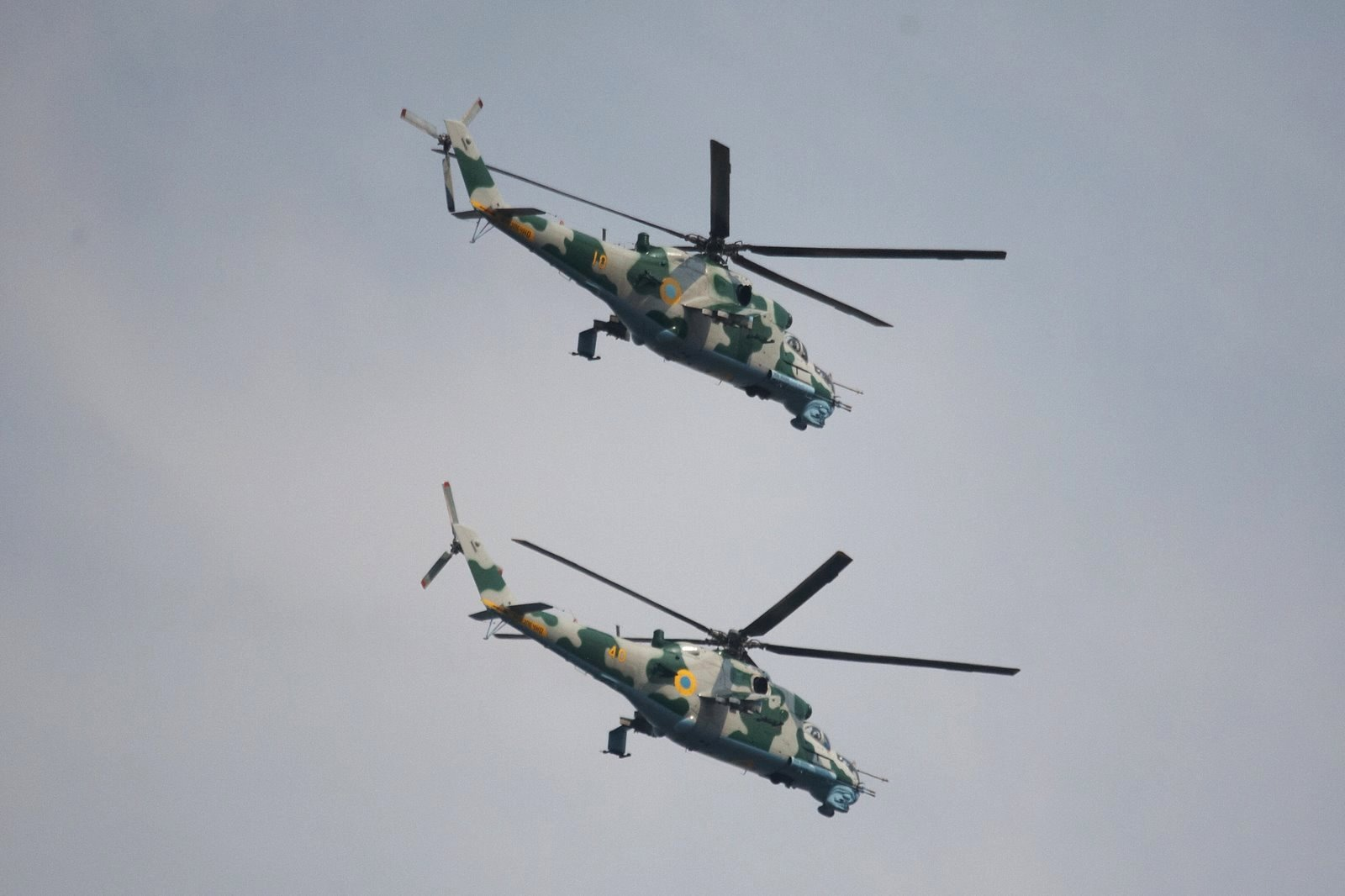
بالگردهای میل-۲۴ نیروی زمینی اوکراین

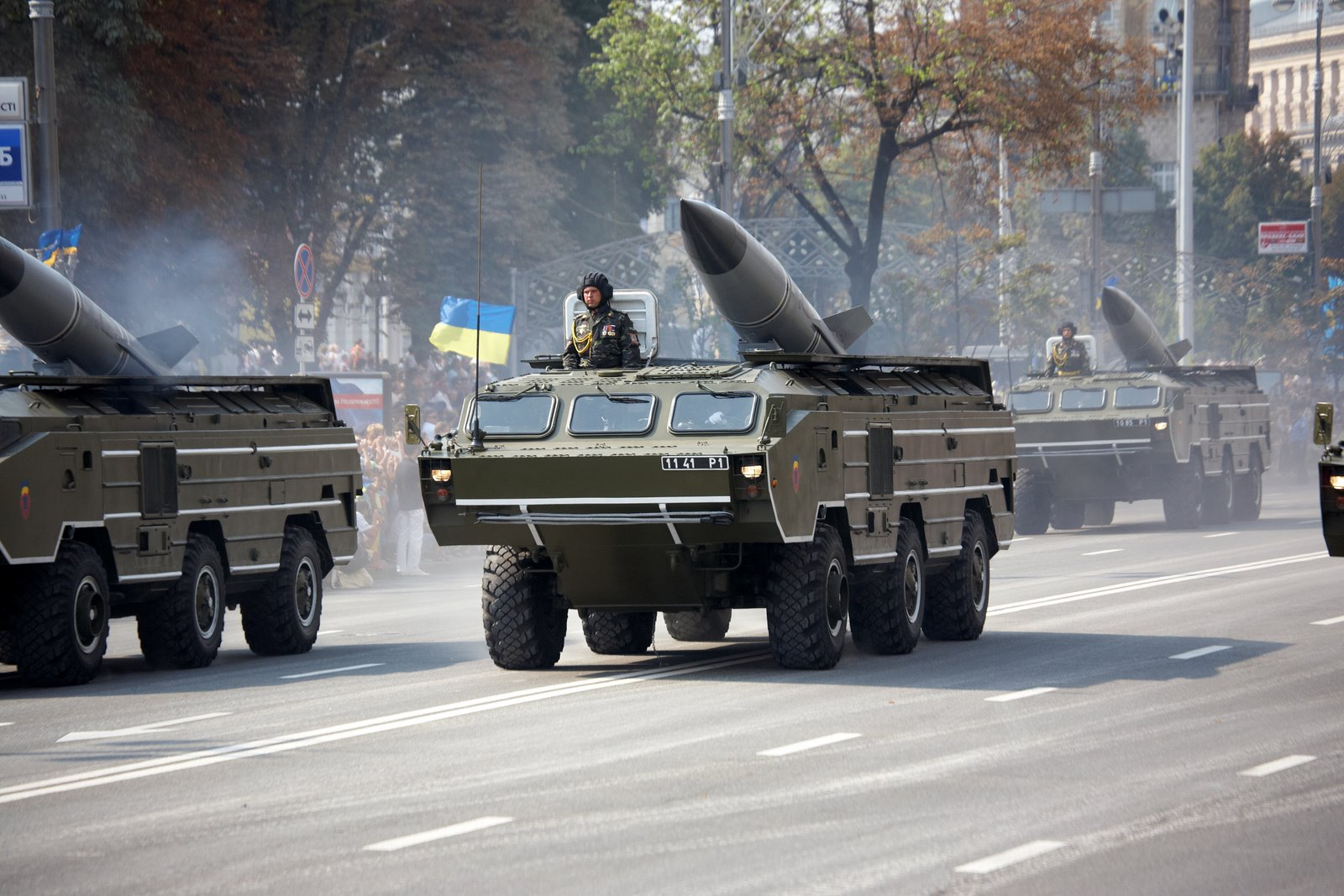
موشک‌های بالستیک کوتاه‌برد اوتی‌آر-۲۱ در رژه‌ای در کیف

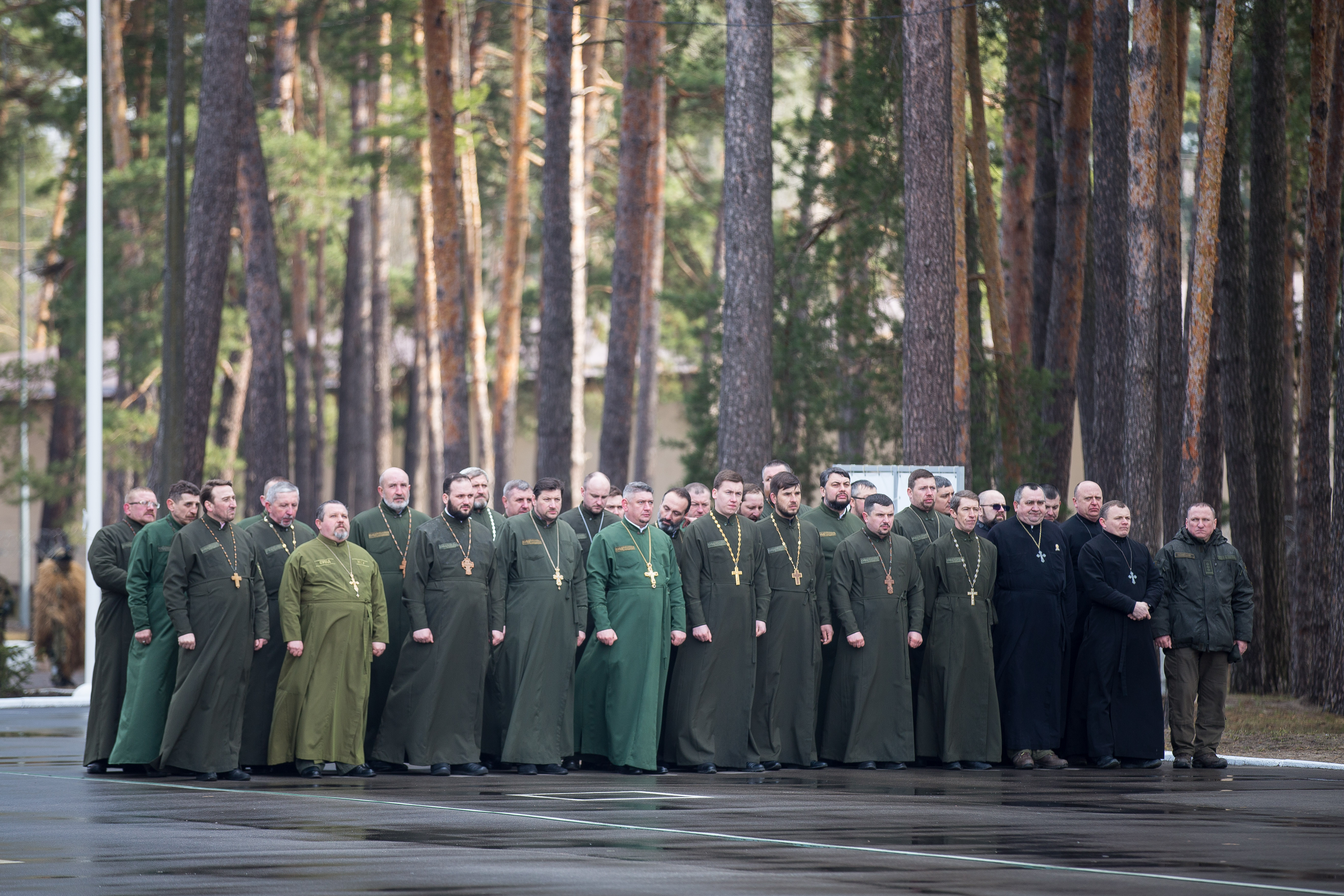
کشیش‌های ارتش اوکراین

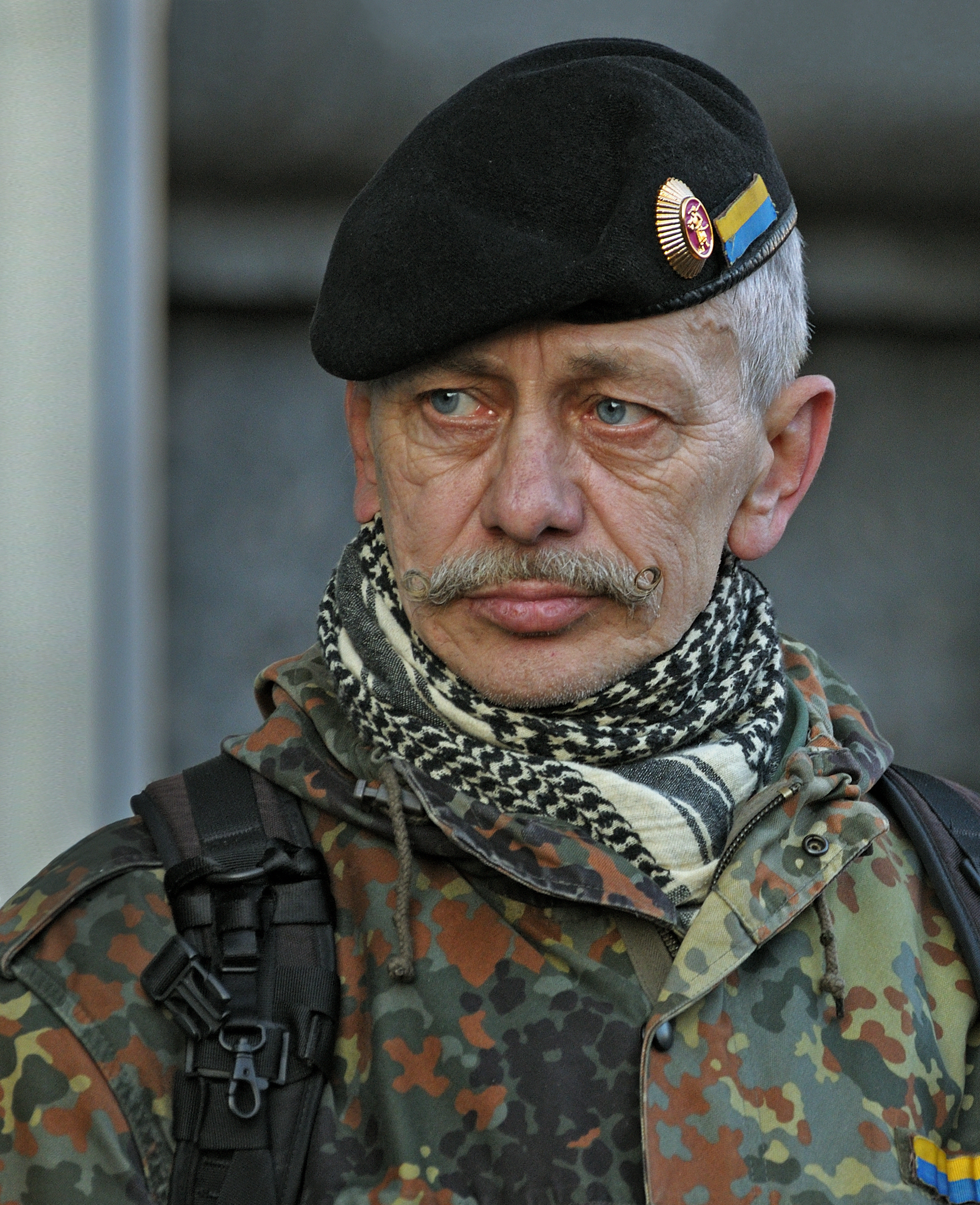
نگاره‌ای از یک افسر ارتش اوکراین در میدان استقلال کی‌یف به‌سال ۲۰۱۴ میلادی و در جریان اعتراضات یورومیدان.

نیروهای مسلح اوکراین (به اوکراینی: Збройні сили України) مجموعه نیروهای نظامی کشور اوکراین است. فرمانده کل فعلی نیروهای مسلح اوکراین ارتشبد الکساندر سیرسکی است که در فوریه ۲۰۲۴ به این مقام برگزیده شد. اوکراین تا سال ۲۰۱۴ روابط گرمی با روسیه داشت و به همین جهت اجازه حضور برخی واحدهای نظامی روس را در خاک خود داده بود اما در جریان انقلاب ۲۰۱۴ اوکراین نیروهای روسی به درخواست نخست‌وزیر کریمه ایستگاه‌ها، فرودگاه‌ها و ساختمان‌های مهم را به تصرف خود درآوردند. درجریان الحاق کریمه به فدراسیون روسیه بیشتر نیروهای نظامی مستقر در کریمه از جمله دنیس بورزوفسکی که چند روز قبل به عنوان فرمانده نیروی دریایی اوکراین انتخاب شده بود، به مقامات جمهوری کریمه اعلام وفاداری کردند. در پی این تحولات ارتش اوکراین نیز اعلام آماده‌باش کرده و نیروهای ذخیره را به خدمت فراخواند.
در گذشته خدمت سربازی در اوکراین اجباری بود اما بعد چندین نوبت کاهش مدت از سال ۲۰۱۳ به‌طور کامل لغو شد. ارتش اوکراین در پایان سال ۲۰۱۰ با در نظرگرفتن ۴۶ هزار کارمند غیرنظامی شامل ۲۰۰ هزار نفر نیروی انسانی می‌شد. ساختار این ارتش به شرح زیر است:
- نیروی زمینی اوکراین: ۷۳٬۳۰۰ نیرو
- نیروی هوایی اوکراین: ۴۶٬۰۰۰ نیرو
- نیروی دریایی اوکراین: ۱۵٬۰۰۰ نیرو

ارتش اوکراین به‌طور منظم با نیروهای مسلح کشورهای دیگر مانورهای نظامی مشترک برگزار می‌کند و به‌ویژه همکاری‌های نزدیکی با ناتو در رزمایش‌های صلح و مأموریت‌های حفظ صلح در بالکان داشته است. سربازان اوکراینی در همکاری با ارتش کشور همسایه لهستان در کوزوو مستقر شده‌اند و تعدادی از نیروهای این کشور تحت فرماندهی ناتو به عراق و افغانستان رفته‌اند. ویکتور یوشچنکو رئیس‌جمهور وقت اوکراین در سال ۲۰۰۸ درخواست عضویت این کشور را در ناتو داده بود و ناتو نیز اعلام کرده بود که اوکراین هر وقت بخواهد و شرایط عضویت را احراز کرده باشد، می‌تواند عضو ناتو شود اما در سال ۲۰۱۰ با به قدرت رسیدن دوباره جناح روس‌گرا پارلمان این کشور هدف عضویت در ناتو را از راهبرد امنیت ملی کشور حذف کرد.